# Prêmio Literário SAARC
Prêmio Literário SAARC é um prêmio anual concedido pela Fundação de Escritores e Literatura da SAARC (FOSWAL) desde 2001. Mahasweta Devi, Suman Pokhrel e Hamid Mir estão entre alguns dos recipientes deste prêmio. O poeta, letrista e tradutor nepalês Suman Pokhrel é o único escritor a ter recebido este prêmio duas vezes.

## Destinatários do Prêmio
A lista anual dos destinatários do prêmio é a seguinte:
| Year | Poet/Writer                          | Nationality |
| ---- | ------------------------------------ | ----------- |
| 2001 | Ganesh Narayandas Devy               | India       |
| 2001 | Shamsur Rahman                       | Bangladesh  |
| 2002 | Laxmi Chand Gupta[carece de fontes?] | India       |
| 2006 | Maitreyi Pushpa [carece de fontes?]  | India       |
| 2006 | Zahida Hina                          | Pakistan    |
| 2006 | Laxman Gaikwad                       | India       |
| 2006 | Tissa Abeysekara                     | Sri Lanka   |
| 2007 | Mahasweta Devi                       | India       |
| 2009 | Jayanta Mahapatra                    | India       |
| 2009 | Uday Prakash                         | India       |
| 2009 | Kamaal Khan                          | India       |
| 2010 | Hamid Mir                            | Pakistan    |
| 2010 | Abhi Subedi                          | Nepal       |
| 2010 | Mark Tully                           | India       |
| 2010 | Ju                                   | Burma       |
| 2011 | Ibrahim Waheed                       | Maldives    |
| 2011 | Syed Akhtar Hussain Akhtar (póstumo) | Pakistan    |
| 2012 | Fakrul Alam                          | Bangladesh  |
| 2012 | Ayesha Zee Khan                      | Pakistan    |
| 2013 | Suman Pokhrel                        | Nepal       |
| 2013 | Abhay K                              | India       |
| 2013 | Farheen Chaudhary                    | Pakistan    |
| 2013 | Abdul Khaliq Rashid                  | Afghanistan |
| 2013 | Daya Dissanayake                     | Sri Lanka   |
| 2014 | Tarannum Riyaz                       | India       |
| 2015 | Sitakant Mahapatra                   | India       |
| 2015 | Selina Hossain                       | Bangladesh  |
| 2015 | Suman Pokhrel                        | Nepal       |
| 2015 | Shahida Shaheen                      | Pakistan    |
| 2015 | Nisar Ahmad Chaudhary                | Pakistan    |
| 2015 | Aryan Aroon                          | Afghanistan |
| 2018 | Najibullah Manalai                   | Afghanistan |
| 2019 | Anisuzzaman                          | Bangladesh  |

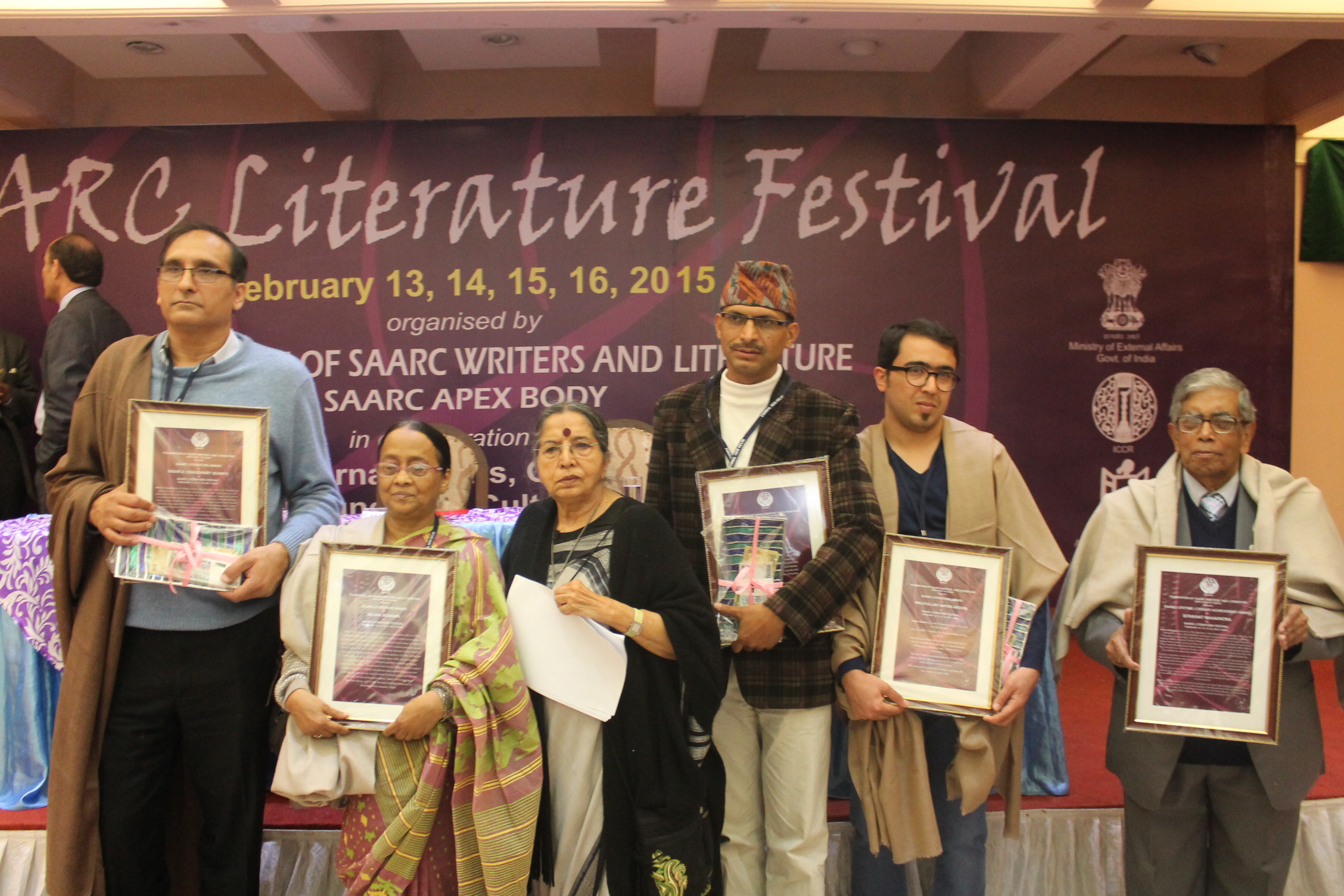
Foto em grupo dos destinatários do Prêmio Literário da SAARC 2015

Após a COVID-19 e os conflitos entre países membros, especialmente entre Índia e Paquistão, a concessão do prêmio tornou-se irregular.